# Francisco (maan)
Francisco is een maan van Uranus. De maan is in 2003 ontdekt door Matthew J. Holman, John J. Kavelaars, Dan Milisavljevic en Brett J. Gladman. Francisco is genoemd naar een landheer uit Shakespeares toneelstuk "The Tempest".
Miranda · Ariel · Umbriel · Titania · Oberon

Cordelia · Ophelia · Bianca · Cressida · Desdemona · Juliet · Portia · Rosalind · Cupid · Belinda · Perdita · Puck · Mab · Francisco · Caliban · Sycorax · Margaret · Prospero · Setebos · Stephano · Trinculo · Ferdinand